# 法特希·哈桑
法特希·哈桑（1957年5月10日—）是非洲著名画家。

## 博物馆
法特希·哈桑的作品在几个博物馆展出，包括：
- 国立非洲艺术博物馆
- 国立非洲艺术博物馆
- MOMA、纽约、美国
- 大英博物馆、伦敦
- Barjeel 艺术基金会，Maraya 艺术中心，Al Qasba，沙迦，阿拉伯联合酋长国（私人收藏Sultan Al-Qassemi Sooud）
- 卡塔尔基金会, Galería VCUQatar, Ciudad de la Educación, Doha, Qatar (私人收藏 Cheikh Hamad ben Khalifa Al Thani)
- Farjam Foundation、迪拜、阿拉伯联合酋长国
- 国家非裔美国人历史和文化博物馆、华盛顿特区、美国
- 国家非洲艺术博物馆、史密森学会、华盛顿特区、美国
- 国家非裔美国人历史和文化博物馆、史密森学会、华盛顿特区、美国
- 维多利亚和阿尔伯特博物馆，伦敦
- 福勒博物馆、洛杉矶、美国
- 阿纳姆博物馆、荷兰
- University Museum Clark Atlanta, 格鲁吉亚、美国
- MAU Museo d'arte Urbana，都灵